# Equitable Building
Het Equitable Building is een wolkenkrabber in New York, aan Broadway in Lower Manhattan (120 Broadway). Het gebouw is ontworpen door Ernest R. Graham en opende zijn deuren in 1915. Het gebouw bestaat in feite uit twee vleugels die met elkaar verbonden zijn en die rusten op een zes verdiepingen hoge beaux-arts-sokkel. Het Equitable Building is in 1978 aangewezen als National Historic Landmark.

## Geschiedenis
Nadat in 1912 het hoofdkantoor van The Equitable Life Assurance Society of the United States, het Equitable Life Building, was afgebrand, werd het huidige gebouw als nieuw hoofdkantoor gebouwd. In 1915, drie jaar na het begin van de bouw, was het bouwwerk voltooid. Het gebouw was toentertijd het grootste kantoorgebouw ter wereld, met kantoren voor ruim 16.000 medewerkers en vijftig liften. Door de grote omvang van het Equitable Building kon het zonlicht de omringende straten niet meer bereiken. Dit zorgde ervoor dat het stadsbestuur van New York een wet uitschreef die bepaalde dat gebouwen boven een bepaalde hoogte terug moesten springen, de zogenaamde 1916 Zoning Resolution. Tegenwoordig is het gebouw echter qua hoogte ingehaald door veel andere gebouwen in Lower Manhattan. 
|  |  |
|  |  |